# 伊藤賢
伊藤 賢（いとう けん、1985年12月14日 - ）は、日本の作曲家、編曲家、ギタリスト。三重県出身。日本音楽著作権協会正会員。日本作編曲家協会会員。Cho_nansのメンバー。

## 来歴
音楽教室の家庭に生まれ3歳からピアノを始め、中学からバンド活動を開始しギターを担当。高校から和声や理論を学び始める。音楽大学作曲科進学と同時に上京。卒業後バンドLittle Garden little Moonのギタリストとしてデビュー。バンド解散後はJ-POPアーティストへの楽曲提供・編曲を主に音大時代に培われたオーケストレーションのスコアリング、プログラミングを活かし劇伴等、多岐に渡って活動。現在は尼川元気、タナカヒロキ（LEGO BIG MORL）、辻村有記などのメンバーとバンドCho_Nansで活動している。

## 作品

### 提供作品
- Ado

「私は最強」：編曲（Mrs. GREEN APPLEと共作）
- AiRBLUE

『スタートライン／はじまりの鐘の音が鳴り響く空』
「はじまりの鐘の音が鳴り響く空」：作詞・作曲・編曲
TVアニメ『CUE!』ED主題歌
- Apink

「ぱぴぷぺPON!」：作曲・編曲・ギター（TVアニメ『リルリルフェアリル〜魔法の鏡〜』オープニングテーマ）
- Apricot Regulus

「I Wish」：編曲・ベース・ギター（『スクールガールストライカーズ ～トゥインクルメロディーズ～』）
- Aqours

「青空Jumping Heart」：作曲（光増ハジメと共作）（TVアニメ『ラブライブ!サンシャイン!!』 オープニングテーマ）
「ジングルベルがとまらない」：共作曲・編曲
- canna

「カンナの花」：編曲
- CHIHIRO

「あなたがいないのならば」：編曲・ギター
- ChouCho

「明日の君さえいればいい。」 ：ストリングスアレンジ（TVアニメ『妹さえいればいい。』オープニングテーマ）
- CUE!

「Forever Friends」：編曲・ギター
「ヒカリニ染マル未来」：編曲・ギター・ベース
「beautiful tomorrow」：作詞・作編曲・ギター・ベース
- CYNHN

「甘党センセーション」：編曲・ギター・ベース
「トゥインクルスター」：編曲・ギター・ベース
「絶交郷愁」：編曲・ギター
「雨色ホログラム」：ストリングスアレンジ
- DearDream

「NEW STAR EVOLUTION」：編曲
- DISH//

「PM5:30」：編曲
- Hey! Say! JUMP

「ファンファーレ!」：作曲・編曲（辻村有記と共作）（TVドラマ『セミオトコ』テーマソング）
「ミラクルワンダーマジック」：作詞・作曲・編曲（辻村有記と共作）※2004名義
「パレードが始まる」：作曲・編曲（辻村有記と共作）
「パレードは終わらない -Life is an Adventure-」：作曲・編曲（辻村有記と共作）
「I am」：編曲（辻村有記と共作）※2004名義
「Muah Muah」：作曲（辻村有記と共作）
「Stupid」：作曲・編曲（辻村有記と共作）
「Fab-ism」：作曲・編曲（辻村有記と共作）
「闇の先へ僕らは歩き出す」：作曲・編曲（辻村有記と共作）
「Sing-along」：作曲・編曲（辻村有記と共作）
「ASAP!」：編曲（辻村有記と共作）
「Sing-along」：作曲・編曲（世界体操・世界新体操　テーマ曲）
「a r e a」：編曲（辻村有記と共作）
『PULL UP!』　「PULL UP」：作曲・編曲
『FILMUSIC!』　「MASTERPIECE」：作曲・編曲
- IDOLiSH7&TRIGGER&Re:vale&ZOOL

「Pieces of The World」：作曲・編曲
劇場版アイドリッシュセブン LIVE 4bit BEYOND THE PERiOD収録曲
- Little Glee Monster

『Fanfare』
「Rolling Rolling Rolling」：作曲・編曲
- 栗林みな実

「君になるために」：作曲・編曲
- Mrs. GREEN APPLE

「スマイロブドリーマ」：Add.Synthesizer Programming
「Love me, Love you」：Add.Synthesizer Programming・ホーンアレンジ
「On My MiND」：Add.Synthesizer Programming
「SwitCh」：Add.Synthesizer Programming
「アウフヘーベン」：Add.Synthesizer Programming・ストリングスアレンジ
「ロマンチシズム」：Add.Synthesizer Programming
「僕のこと」：Add.Synthesizer Programming・ストリングス&トランペットアレンジ
『Soranji』
「私は最強」編曲
「ナハトムジーク」: Add.Synthesizer Programning・ストリング・トランペットアレンジ
- Ms OOJA

「悲しいKiss」：編曲・ギター・ベース　（『Ms.OOJAの、いちばん泣けるドリカム』収録曲）
「未来予想図II」：編曲・ギター・ベース　（『Ms.OOJAの、いちばん泣けるドリカム』収録曲）
- なにわ男子

『Special Kiss』　「春空」：編曲　「青春ラプソディ」：作曲（辻村有記と共作）
『POPMALL』　「Paradise」：編曲
『3rd ALBUM「+Alpha」』「ウルリルラリラリ」：作曲・編曲
　　　　　　　　　　　　　「Live in the moment」：作曲
　　　　　　　　　　　　　「Snap」：アディショナルアレンジメント
- NEWS

「ささぶね」：ギター
「BYAKUYA」：ギター
「Flying Bird」：編曲・ギター
「ONE -for the win-」：ギター
「バタフライ」：ギター
「夜よ踊れ」：作曲・編曲（辻村有記と共作）
「LVE」：作曲・編曲（辻村有記と共作）
「Champagne Gold」：作曲・編曲（辻村有記と共作）
「鳴神舞」：作曲・編曲（辻村有記と共作）
「ReBorn」：作曲・編曲（辻村有記と共作）
「JUNK」：作曲・編曲（辻村有記と共作）
『未来へ/ReBorn』　「ReBorn」：作曲・編曲（アニメ「半妖の夜叉姫」弐の章OPテーマ）
『BURN』　「鳴神舞」：作曲・編曲
『ギフテッド』　「アンチフレンチキス」：作曲・編曲
『NEWS EXPO』　「Different Lives」：作曲・編曲
『音楽』　「XXX [Vocal：増田貴久]」作曲・編曲　「KMK the boys rock you all!!」作曲・編曲
『音楽 -2nd Movement-』　「A Real Man」作曲・編曲
『LOSER/三銃士』　「(0,0,0)」作曲・編曲
『JAPANEWS』「うらめしや」：作曲・編曲
　　　　　　  　「kawaii」：作曲・編曲
　　　　　　 　「FIREWORKS」：編曲
- NOW ON AIR

「この声が届きますように」：作曲・編曲・ギター・ベース
「restart my resolution」：編曲・ギター・ベース
「ゴンドラの唄」：編曲・ギター（TVアニメ『啄木鳥探偵處』エンディング主題歌）
- NHK

『みんなのうた』
「ラーメン地球号」：編曲
- petit milady

「azurite」 : 作曲
「Mille Mercis」：作曲
「アップデートの坂道」：作曲
「桜のドアを」：作曲
「人魚姫(BPM of the 21st century)」：作曲
「世界中が恋をする夜」：作曲（TVアニメ「百錬の覇王と聖約の戦乙女」エンディングテーマ）
- Pile

「Cliche」：作曲・編曲・ギター・ベース
- PLUE

「kotoba」：編曲
「青のイルミネーション」：編曲
- SE7EN

「白銀」：編曲・ギター・ベース
「たくさんの気持ち」：編曲
- SHE'S

「WHERE IS SHE?」 : ストリングスアレンジ
「Night Owl」 : ストリングスアレンジ
「Long Goodbye」 : ストリングスアレンジ
- STATION IDOL LATCH!

「LATCH! ～それが未来の扉～」作曲・編曲（テーマソング）
- YU-A

「Have a good day」：編曲
- アイドルマスターSideM

「サ・ヨ・ナ・ラ Summer Holiday」：作曲・編曲
- 綾目和人

「アネモネ」：編曲・ギター・ベース
- 石川綾子

「ANIME CLASSIC」：編曲・ギター・ベース
「創聖のアクエリオン」：編曲・ギター・ベース
「ライオン」：編曲・ギター・ベース
- 上田麗奈

「リテラチュア」：編曲・ギター（TVアニメ『魔女の旅々』OPテーマ）
- 浦島坂田船 （うらたぬき）

「恋はSurvival 愛はMagicalに」：作曲・編曲
- ウマ娘 プリティーダービー　チームシリウス

「笑顔の宝物 -Beyond The Future!-」：ストリングスアレンジ
『ウマ娘 プリティーダービー』第6章後編ED曲
- 大塚紗英

「What your Identity」：編曲・ギター・ベース （TVアニメ『エッグカー』テーマソング）
「フォトンベルト」 ：編曲・ギター
「ぬか漬け」：編曲・ギター
「マーキング」：編曲・ギター
「7月のPLAY」：編曲・ギター
「田中さん」：編曲・ギター・ベース
「疲れました、こんな会社」：編曲・ギター・ベース
- 緒方恵美

「Try Out, Go On!」：作曲・編曲
『アニメグ。30th』
「Ready」：編曲
- おにぱんず!

『おにパパパン!パン!』
「おにパパパン!パン!」：作曲・編曲
「鬼ヤバッ!」作曲・編曲
TVアニメ「おにぱん!」テーマ曲
- カラフルピーチ

『On-party!』：作曲・編曲
- 喜多修平

「RISE OF SOULS」：編曲・ベース
- 欅坂46

「誰がその鐘を鳴らすのか?」：作曲・編曲（辻村有記と共作）・ギター・ベース
- 櫻坂46

「思ったよりも寂しくない」：作曲・編曲（辻村有記と共作）
「静寂の暴力」：作曲・編曲（辻村有記と共作）
「油を注せ!」：作曲・編曲（辻村有記と共作）
- 超ときめき♡宣伝部

『LOVEイヤイヤ期』
「ドキドキ ドキドキ」：作曲・編曲
- 鈴村健一

「Life is like it」：編曲
「ポーカーフェイス」：作曲・編曲・ベース
- 東海オンエアてつや

「Coming Out of THE WORLD.」：作曲・編曲・ギター・ベース
- なゆごろう

「なゆ」：作曲・編曲・ギター・ベース
- ハナウタ(第五寮)

「はじまりへと続く場所」：作詞・作曲・編曲
TVアニメ『咲う アルスノトリア すんっ!』（オープニングテーマ）
- 樋口楓

「mìmì」：作曲・編曲
- 広瀬香美

「運命のクリスマス」：編曲・ギター
『プレミアムワールド』：編曲
- 日向坂46

「一番好きだとみんなに言っていた小説のタイトルを思い出せない」：作曲・編曲（辻村有記と共作）
「ゴーフルと君」：作曲・編曲（辻村有記と共作）
- 平手友梨奈

「ダンスの理由」：作曲（平手友梨奈、辻村有記と共作）
「かけがえのない世界」：作曲・編曲・ミックス
- 平山笑美

「約束の空」：作詞・作曲・編曲・ギター
- 堀江由衣

「Stay With ME」：作詞・作曲　（TVアニメ『DOG DAYS』のエンディングテーマ）
- ボンボンTV

「ONE MY DREAMER」：作詞・作曲・編曲・ギター・ベース
「ボンボンサマーファイヤー」：作曲・編曲
- 前田佳織里

『未完成STAR』
「Fantasy」：作曲・編曲
- まるりとりゅうが

「嫉妬」：編曲・ギター・ベース
- 麻枝准×やなぎなぎ

「ふたりだけのArk」：編曲
「Flower Garden」：編曲
「凍る夢」：編曲
- 松本英子

「Squall/流れ星」 : 編曲・ベース
- 真崎エリカ

「クロスベクトル」：編曲・ギター・ベース
- 水樹奈々

「コイウタ。」：ギター
- ミス・モノクローム

「私だけの物語」：ギター
- ももいろクローバーZ 『7th ALBUM「イドラ」』「Heroes」：作曲・編曲

「序章 -revelation-」：作曲・編曲
- yousti

「day dreamer」：作曲・編曲（辻村有記と共作）
- 夢みるアドレセンス

「恋のエフェクトMAGIC」：共作曲・編曲
- 吉田拓郎

「流星」：共作曲・編曲　（『トリビュート・アルバム『今日までそして明日からも、』収録曲）
- ラックライフ

「僕ら」：ストリングスアレンジ
- Ryuga

『1st Single』「ヒヤシンス」：編曲
- 龍宮城

『DEEP WAVE』
「RONDO」：編曲「LATE SHOW」：編曲
「Mr.FORTUNE」：編曲
「BOYFRIEND」：編曲
「BLOODY LULLABY」：編曲
「2 MUCH」：編曲
「DEEP WAVE」：編曲
「SENSUAL」：編曲
「JAPANESE PSYCHO」：編曲
「SEAFOOD」：編曲
「SHORYU (→↓+P)」：編曲

#### 【キャラクターソング】
- TVアニメ『アフリカのサラリーマン』（エンディングテーマ）

ライオン(大塚明夫)「ホワイトカラーエレジー」　編曲・ギター・ベース
- TVアニメ『悪魔のリドル』

「天使のスマイル♥」：作曲・編曲
- ショートアニメ『その時、カノジョは。』（エンディングテーマ）

アイコ(福田愛衣)「MajiでKoiする5秒前」：編曲
- TVアニメ『聖剣使いの禁呪詠唱』イメージソングミニアルバム

嵐城サツキ(竹達彩奈)「雨のちSunshine Girl」：作曲・編曲
四門摩耶(小倉唯)「うんめい★クリスタリゼイション」：作曲
- TVアニメ『天使の3P!』

「BLUE TEARS」：編曲・ギター・ベース
「ファーストテイク」：作曲・編曲・ギター・ベース
- TVアニメ『ドリフェス!R』挿入歌  ACE「Word!!」：作曲
- TVアニメ『ハルチカ』　～ハルタとチカは青春する～

『Boys』
「Mr.Intelligent boy」：作曲・編曲・ギター・ベース
「NORMAL LEADER’s ABILITY」：作曲・編曲・ギター・ベース
『Girls』
「オレンジ」：作曲・編曲・ギター・ベース
- TVアニメ　『はんだくん』

『キャラクターソングミニアルバム』
半田清(島﨑信長)「1/10の青空」：編曲・ギター・ベース
- TVアニメ『ひなろじ~from Luck & Logic~』エンディング&キャラソンミニアルバム

「Foreigner Song 〜フォーリナーの唄〜 」：作曲・編曲
「愛は華、愛は雛」：作曲・編曲
- TVアニメ『少女☆歌劇 レヴュースタァライト』「花咲か唄」：作曲・編曲
- TVアニメ『アイドリッシュセブン Third BEAT!』第3期（オープニングテーマ）

「THE POLiCY」作曲・編曲
- TVアニメ『アイドリッシュセブン Third BEAT!』

TRIGGER「PLACES」
「Smile Again」作曲・編曲
- ソーシャルゲーム『CUE!』

「Forever Friends」：編曲・ギター（オープニングテーマ）
「ヒカリニ染マル未来」：編曲・ギター・ベース
- ソーシャルゲーム『あんさんぶるスターズ!』

乱凪沙(諏訪部順一)「生まれ堕ちたこの世界で」：作曲・編曲・ギター・ベース
佐賀美陣(樋柴智康)&椚章臣(駒田航)「Rainbow Stairway」：作曲・編曲・ギター・ベース

### TVアニメ・サントラ/劇伴
- 『ドリフェス!』：作編曲・ギター・ベース
- 『ドリフェス!R』：作編曲・ギター・ベース
- 『はんだくん』：作編曲・ギター・ベース
- 『ひなろじ ～from Luck & Logic～ 』：作編曲・ギター・ベース
- 『桜Trick』：編曲
- 『メカクシティアクターズ』：編曲
- 『LOVE STAGE!!』：編曲
- 『六畳間の侵略者!?』：編曲
- 『はたらく魔王さま!』：編曲
- 『ワルキューレロマンツェ 少女騎士物語』：編曲
- 『黒子のバスケ』：編曲
- 『ハイスクールD×D』『ハイスクールD×D NEW』『ハイスクールD×D BorN』：編曲
- 『真剣で私に恋しなさい!』：編曲
- 『最近、妹のようすがちょっとおかしいんだが。』：編曲
- 『健全ロボ ダイミダラー』：編曲
- 『ばくおん!!』：編曲
- 『かみさまみならい ヒミツのここたま』：編曲
- 『灼熱カバディ』：編曲
- 『100万の命の上に俺は立っている』
  - サウンドトラック：作曲
  - 劇伴：作編曲・ギター・ベース
  - 第2期劇伴
- 『灼熱カバディ』劇伴 作編曲・ギター・ベース
- 『咲う アルスノトリア すんっ!』劇伴：作編曲
- 『金装のヴェルメイユ』：劇伴音楽　作曲・編曲
- 『外科医エリーゼ』：劇伴音楽　作曲・編曲

### ドラマ、映画・サントラ
- 劇場版『信長協奏曲』：編曲・オーケストレーション
- TVドラマ青空の卵「ひきこもり探偵シリーズ」：作編曲
- 劇場版『かみさまみならい ヒミツのここたま』
  - エンディングテーマ「たいせつなもの」：編曲
- 『劇場版アイドリッシュセブン』
  - テーマ曲『Pieces of The World』：作編曲
- 映画『きみの声をとどけたい』
  - 挿入歌
    - 「Pure Song」：作編曲
    - 「本当の私になりたくて」：作編曲
    - 「優しい夜」：作編曲
- 映画『ゼウスの法廷』主題歌
  - 「リ・ターン」：作編曲・ギター・ベース

### サントラ・ゲーム
- PS4/PC『ファイナルファンタジーXIV BGM：編曲

『新生エオルゼア』
『蒼天のイシュガルド』
『Eorzean Symphony: FINAL FANTASY XIV Orchestral Album』：編曲
「BEFORE THE FALL」：編曲
「THE FAR EDGE OF FATE」：編曲
「SHADOWBRINGERS」：編曲・ギター
アレンジアルバム『Duality』：編曲
- THE IDOLM@STER SideM

『THE IDOLM@STER SideM 2nd ANNIVERSARY DISC 02』
Beit&S.E.M「サ・ヨ・ナ・ラ Summer Holiday」：作編曲
- ソーシャルゲーム　Tokyo7thシスターズ

「SAKURA」：作編曲
- ソーシャルゲーム『アイドリッシュセブン』

「Perfection Gimmick」：作編曲
「Incomplete Ruler」：作編曲
- ソーシャルゲーム『アイドルマスター ミリオンライブ! シアターデイズ』

「昏き星、遠い月」：作編曲・ギター・ベース
- ソーシャルゲーム『アイドルマスター ミリオンライブ! シアターデイズ』

「Home is a coming now!」：作編曲
- ソーシャルゲーム『サムライライジング』：劇伴編曲
- ソーシャルゲーム『アイドルマスターシャイニーカラーズ[イルミネーションスターズ]』

「Twinkle way」：編曲
- ソーシャルゲーム『おねがい、俺を現実に戻さないで! シンフォニアステージ』

「上空リヴァーバレイション」：作詞・作編曲

### CM・舞台・イベント
- HIS ゴッホ展CM BGM：編曲
- 舞台
  - 『ミュージカル・リズムステージ「夢色キャスト」』劇伴：作編曲
  - 『黒子のバスケ』
    - 「IGNITE-ZONE」』劇伴：作編曲
    - 「OVER-DRIVE」』劇伴：作編曲
    - 「THE ENCOUNTE」』 劇伴：作編曲
    - 「ULTIMATE-BLAZE」』：作編曲
- U-FES.『2019　U-FESテーマソング』：作編曲・ギター

### ミキシング
- 三浦春馬『Night Diver』
- LEGO BIG MORL『潔癖症』

## 雑誌・メディア
- SOUND DESIGNER 2015年4月号